# عبد الحق ندير
عبد الحق ندير ملاكم مغربي من مواليد 15 يونيو 1993.
تأهل في وزن 63 كلغ إلى دورة طوكيو 2020 بعد تغلبه بدكار على الملاكم فيستون مبايا مولومبا من جمهورية الكونغو الديمقراطية في مباراة الترتيب لاحتلال المرتبة الثالثة.

## ألقابه

### الألعاب الأفريقية
- ميدالية ذهبية في وزن 63 كلغ، خلال الألعاب الأفريقية 2019 بالرباط، المغرب

### ألعاب البحر المتوسط
- ميدالية فضية في وزن 64 كلغ، خلال ألعاب البحر الأبيض المتوسط 2018 بطراغونة، إسبانيا.

## وصلات خارجية
- عبد الحق ندير على موقع بوكس ريك (الإنجليزية) (registration required)
- عبد الحق ندير على موقع اللجنة الأولمبية الدولية (الإنجليزية)
- عبد الحق ندير على موقع أوليمبيديا (الإنجليزية)
- عبد الحق ندير على موقع اللجنة الأولمبية المغربية (الفرنسية)